# She Knows (canção de J. Cole)
"She Knows" é uma canção do rapper e produtor americano J. Cole, lançada em 29 de outubro de 2013 como o quarto single de seu segundo álbum de estúdio, Born Sinner. A música contém um sample de "Bad Things" do Cults, e foi produzida por J. Cole.

## Antecedentes
A música foi produzida pelo próprio J. Cole e contém *samples* da faixa "Bad Things" do Cults. A canção narra as infidelidades de Cole e a suspeita de que sua namorada possivelmente tenha conhecimento disso, mesmo ele querendo parar.

## Videoclipe
Em 14 de fevereiro de 2014, o videoclipe de "She Knows" foi lançado no canal Vevo de Cole. O vídeo contou com a participação do ator Harold Perrineau, da atriz Rochelle Aytes, de Ian Martin e do próprio J. Cole.
O vídeo foi filmado no South Los Angeles, incluindo a Johnnie L. Cochran Jr. Middle School e o Pink Motel.
O vídeo segue um garoto chamado Kyle, que rouba dinheiro de uma gaveta em casa. Ele mata aula com seu amigo, e os dois invadem um parque de skate particular. Eventualmente, um policial os vê e os dois conseguem escapar por pouco. Kyle volta para casa e, para sua surpresa, vê sua mãe traindo seu pai com outro homem (Cole). Kyle sai correndo da casa, e seu amigo o segue para consolá-lo.

## Controvérsia
Dez anos após seu lançamento, "She Knows" viralizou no TikTok, sendo apresentado em 230.000 vídeos. A letra da canção começou a ser associada como referência ao caso P. Diddy, por mencionar os nomes de Michael Jackson, Aaliyah e Left Eye. Beyoncé e Jay-Z também foram abordados na controvérsia, com alegações de sua associação com Diddy, sugerindo que o nome da música, "She Knows", é um trocadilho sobre o primeiro nome de Diddy (Sean) e Jay (Shawn) e o sobrenome do rapper e da cantora (Knowles).
Em 30 de setembro de 2024, a música foi removida do YouTube em meio a controvérsia entre SESAC e o próprio YouTube.

## Paradas

### Paradas semanais
| Parada (2014)                                | Posição máxima |
| -------------------------------------------- | -------------- |
| Reino Unido (UK Singles Chart)               | 68             |
| Estados Unidos (Billboard Hot 100)           | 90             |
| Estados Unidos (Billboard R&B/Hip-Hop Songs) | 24             |
| Estados Unidos (Billboard Rhythmic)          | 10             |

| Parada (2021)    | Posição máxima |
| ---------------- | -------------- |
| Lituânia (AGATA) | 47             |

### Paradas de fim de ano
| Parada (2014)                        | Posição |
| ------------------------------------ | ------- |
| US Hot R&B/Hip-Hop Songs (Billboard) | 98      |

## Certificações
| Região                                                                                             | Certificação | Vendas   |
| -------------------------------------------------------------------------------------------------- | ------------ | -------- |
| Austrália (ARIA)                                                                                   | Platinum     | 70.000‡^ |
| Brasil (Pro-Música Brasil)                                                                         | Platinum     | 60.000‡* |
| Dinamarca (IFPI Dinamarca)                                                                         | Gold         | 45.000‡^ |
| Reino Unido (BPI)                                                                                  | Platinum     | 600.000‡ |
| *números de vendas baseados somente na certificação ^distribuições baseadas apenas na certificação |              |          |